# Ворм Спрингс (Калифорнија)
Ворм Спрингс (енгл. Warm Springs) насељено је место без административног статуса у америчкој савезној држави Калифорнија.

## Демографија
По попису из 2010. године број становника је 2.676.
| Група             | 2000.    | 2010.         |
| Белци             | 0 (0,0%) | 1.139 (42,6%) |
| Афроамериканци    | 0 (0,0%) | 119 (4,4%)    |
| Азијати           | 0 (0,0%) | 102 (3,8%)    |
| Хиспаноамериканци | 0 (0,0%) | 1.232 (46,0%) |
| Укупно            | 0        | 2.676         |